# 의령중학교 화정분교
의령중학교 화정분교는 경상남도 의령군 화정면 상정리에 있었던 공립 중학교이다.

## 연혁
- 1969년 11월 17일 의령중학교 화정분교 설립인가
- 1970년 4월 10일 개교
- 1970년 12월 17일 화정중학교 인가
- 1973년 2월 10일 제1회 졸업식
- 1999년 9월 1일 의령중학교 화정분교로 변경
- 2008년 3월 1일 폐교